# Joe R. Lansdale
Œuvres principales
- L'Arbre à bouteilles
- Le Mambo des deux ours
- Bad Chili
- Tape-cul
- Les Marécages

Joe R. Lansdale, né le 28 octobre 1951 à Gladewater au Texas, est un romancier et scénariste de comics américain.

## Biographie
Encore enfant, sa famille s'installe à Nacogdoches, Texas (ville qui sera la protagoniste de certains de ces romans) ; il sera influencé par la mentalité de fer des Texans.
Il commence à écrire des petits articles pour les journaux locaux dès l'âge de 9 ans.
Grand lecteur, Lansdale est très influencé par des auteurs comme Edgar Rice Burroughs, Mark Twain et Jack London, mais aussi par des auteurs de science-fiction comme Ray Bradbury ou Fredric Brown. Il s'intéresse aussi à la BD et à la littérature pulp.
En 1972, à 21 ans, il fait paraître sa première nouvelle et, avec sa mère, il publie un essai sur la botanique, qui reçoit le prix de meilleur article journalistique. Par la suite, dans les années 1970, il donne régulièrement des nouvelles policières ou de science-fiction.
Il fréquente l'Université du Texas et, en attendant de pouvoir vivre de son écriture, il travaille successivement comme fermier, chercheur d'or, charpentier, plombier. En 1980, son premier roman est édité, (Act of Love). L'année suivante, il décide de se consacrer entièrement à l'écriture.
Ses premiers romans sont des westerns, souvent mâtinés de fantastique. Par exemple, dans La Mort dans l'Ouest (Dead in the West, 1983), la malédiction d'un Indien, lynché par un village, rappelle à la vie un démon qui s'attaque aux habitants et les transforment en zombies. En 1988, la série Drive-in, qui compte deux romans et une nouvelle, mêle fantastique et science-fiction : alors que deux amis regardent un film d'horreur dans un drive-in, un comète surgit et empêche les spectateurs de pouvoir quitter les lieux, le reste de la Terre ayant disparu. La vie dans ce lopin de terre devient un cauchemar.
La plus grande partie de l'œuvre de Joe R. Lansdale appartient toutefois à la littérature policière, notamment à partir de 1990 avec la série des romans noirs humoristiques consacrés aux enquêtes du Blanc Hap Collins et du Noir homosexuel Leonard Pine. Dans leur première aventure, Les Mécanos de Vénus (Savage Season, 1990), les deux Texans se lancent dans une rocambolesque chasse au trésor, alors que dans la seconde L'Arbre à bouteilles (Mucho Mojo, 1994), Leonard Pine hérite d'une vieille maison sous le plancher de laquelle il découvre un petit squelette emmailloté dans des magazines pornos, point de départ d'une délirante enquête. Dans Tape-cul (Rumble Tumble, 1998), le duo doit tirer une jeune fille des griffes d'un gang criminel qui souscrit aux théories nazies.
Certains romans policiers de Lansdale s'éloignent de l'humour noir propre à la série Hap Collins et Leonard Pine. C'est le cas de Les Marécages (The Bottoms, 2000), un roman policier historique, situé dans les années 1930, où des prostituées noires sont assassinées dans une bourgade du Texas par le Ku Klux Klan qui en rejette la faute sur des Noirs pour les faire lyncher par la population. Selon Claude Mesplède, ce « récit est une sorte d'hommage aux romans de John Steinbeck ou à La Nuit du chasseur de Davis Grubb. » Ce roman vaut à Lansdale le Prix Edgar-Allan-Poe du meilleur roman 2001.
Joe R. Lansdale a également écrit les scénarios de nombreux comics, dont le comic book Tales from the Crypt, publié par Papercutz, d'après le comics du même nom publié par EC Comics dans les années 1950. Il a également été scénariste pour la télévision, notamment pour trois épisodes pour la série télévisée d'animation Batman (1992-1995). Il est aussi l'auteur de deux mini-séries mettant en scène Jonah Hex publiées par DC Comics avec des dessins de Timothy Truman. C'est avec le même desinateur qu'il adapte la série Lone Ranger publiée par Topps Comics.
Lansdale vit à Nacogdoches avec sa femme Karen, qui écrit aussi, et son fils Keith et sa fille Kasey, une chanteuse folk.
En novembre 2015, il remporte le prix Raymond Chandler remis lors de l'édition 2015 du Courmayeur Noir in Festival.
Joe R. Lansdale a pour traducteur italien le romancier à succès Alfredo Colitto.

## Œuvres

### Romans

#### SérieHap Collins et Leonard Pine
1. Savage Season (1990) Publié en français sous le titre Les Mécanos de Vénus, traduit par Bernard Blanc, Paris, Denoël, coll. « Sueurs froides », 2014  (ISBN 978-2-207-11496-4) ; réédition, Paris, Gallimard, Folio policier no 789, 2016  (ISBN 978-2-07-046171-4)
2. Mucho Mojo (1994) Publié en français sous le titre L'Arbre à bouteilles, traduit par Bernard Blanc, Paris, Gallimard, Série noire no 2562, 1999  (ISBN 2-07-049606-6) ; réédition, Paris, Gallimard, Folio policier no 352, 2004  (ISBN 2-07-030059-5)
3. Two-Bear Mambo (1995) Publié en français sous le titre Le Mambo des deux ours, traduit par Bernard Blanc, Paris, Gallimard, Série noire no 2592, 2000  (ISBN 2-07-049607-4) ; réédition, Paris, Gallimard, Folio policier no 548, 2009  (ISBN 978-2-07-037962-0)
4. Bad Chili (1997) Publié en français sous le titre Bad Chili, traduit par Bernard Blanc, Paris, Gallimard, Série noire no 2652, 2002  (ISBN 2-07-049854-9) ; réédition, Paris, Gallimard, Folio policier no 364, 2005  (ISBN 2-07-030617-8)
5. Rumble Tumble (1998) Publié en français sous le titre Tape-cul, traduit par Bernard Blanc, Paris, Gallimard, Série noire no 2709, 2004  (ISBN 2-07-049982-0) ; réédition, Paris, Gallimard, Folio policier no 560, 2009  (ISBN 978-2-07-039877-5)
6. Veil's Visit (1999), en collaboration avec Andrew Vachss
7. Captains Outrageous (2001) Publié en français sous le titre Tsunami mexicain, traduit par Bernard Blanc, Paris, Gallimard, Série noire, 2007  (ISBN 978-2-07-030910-8) ; réédition, Paris, Gallimard, Folio policier no 691, 2013  (ISBN 978-2-07-044821-0)
8. Vanilla Ride (2009)  Publié en français sous le titre Vanilla Ride, traduit par Bernard Blanc, Paris, Outside/Alphée, coll. « Thriller », 2010  (ISBN 978-2-7538-0647-4) ; réédition, Paris, Gallimard, Folio policier no 660, 2012  (ISBN 978-2-07-044366-6)
9. Devil Red (2011) Publié en français sous le titre Diable rouge, traduit par Bernard Blanc, Paris, Denoël, coll. « Sueurs froides », 2013  (ISBN 978-2-207-11495-7) ; réédition, Paris, Gallimard, Folio policier no 776, 2015  (ISBN 978-2-07-045518-8)
10. Hyenas (2011)
11. Dead Aim (2013)
12. Honky Tonk Samurai (2016) Publié en français sous le titre Honky Tonk samouraïs, traduit par Frédéric Brument, Paris, Denoël, coll. « Sueurs froides », 2018  (ISBN 978-2-207-13954-7) ; réédition, Paris, Gallimard, Folio policier no 893, 2019  (ISBN 978-2-07-284123-1)
13. Rusty Puppy (2017) Publié en français sous le titre Rusty Puppy, traduit par Frédéric Brument, Paris, Denoël, coll. « Sueurs froides », 2019  (ISBN 978-2-207-13959-2) ; réédition, Paris, Gallimard, Folio policier no 937, 2021  (ISBN 978-2-07-292293-0)
14. Jackrabbit Smile (2018) Publié en français sous le titre Le Sourire de Jackrabbit, traduit par Frédéric Brument, Paris, Denoël, coll. « Sueurs froides », 2021  (ISBN 978-2-207-16243-9) ; réédition, Paris, Gallimard, Folio policier no 960, 2022  (ISBN 978-2-07-296547-0))
15. The Elephant of Surprise (2019)
16. Sugar on the Bones (2024)

#### SérieDrive-in
1. The Drive-In (1988) Publié en français sous le titre Le Drive-in, traduit par Bernadette Emerich, Paris, Éditions J'ai lu. Épouvante no 2951, 1991  (ISBN 2-277-22951-2)
2. The Drive-In 2 (1989)

#### SérieLost Lansdale
1. Something Lumber This Way Comes (1999)
2. Waltz of Shadows (1999)

#### Série westernNed the Seal
1. Zeppelins West (2001)
2. Flaming London (2005)
3. The Sky Done Ripped (2019)

#### Autres romans
- Act of Love (1980)
- Dead in the West (1983) Publié en français sous le titre La Mort dans l'Ouest, traduit par Claude Freilich, Paris, Éditions L'Incertain, 1992  (ISBN 2-906843-20-2)
- The Nightrunners (1983) Publié en français sous le titre Les Enfants du rasoir, traduit par Gilles Bergal, Paris, Éditions J'ai lu. Épouvante no 3206, 1992  (ISBN 2-277-23206-8) ; réédition, Paris, Milady, 2009  (ISBN 978-2-8112-0095-4)
- Texas Night Riders (1983)
- Magic Wagon (1986)
- Cold in July (1989) Publié en français sous le titre Juillet de sang, traduit par Christophe Claro, Paris, Fleuve noir, 1996  (ISBN 2-265-00034-5) ; réédition, Paris, Gallimard, Folio policier no 473, 2007  (ISBN 978-2-07-033889-4)
- Drive-By (1993), en collaboration avec Gary Gianni
- Tarzan, The Lost Adventure (1995), manuscrit incomplet de Edgar Rice Burroughs terminé par Lansdale (publié en français sous le titre Tarzan, l'aventure perdue)
- The Boar (1998)
- Freezer Burn (1999) Publié en français sous le titre Un froid d'enfer, traduit par Joe Sandri, Paris, Murder Inc., Thriller noir, 2001  (ISBN 2-913636-19-5) ; réédition, Paris, Murder Inc., Murder Poche no 7, 2003  (ISBN 2-913636-47-0) ; réédition, Paris, Gallimard, Folio policier no 493, 2008  (ISBN 978-2-07-034967-8)
- The Bottoms (2000) Publié en français sous le titre Les Marécages, traduit par Joe Sandri, Paris, Murder Inc., Thriller noir, 2002  (ISBN 2-913636-29-2) ; réédition, Paris, Gallimard, Folio policier no 407, 2006  (ISBN 2-07-030742-5)
- Blood Dance (2000)
- The Big Blow (2000)
- A Fine Dark Line (2002) Publié en français sous le titre Sur la ligne noire, traduit par Bernard Blanc, Paris/Monaco, Le Rocher, coll. « Thriller », 2006  (ISBN 2-268-05831-X) ; réédition, Paris, Gallimard, Folio policier no 507, 2008  (ISBN 978-2-07-034520-5)
- Bubba Ho-Tep (2003)
- Sunset and Sawdust (2004) Publié en français sous le titre Du sang dans la sciure, traduit par Bernard Blanc, Paris/Monaco, Le Rocher, coll. « Thriller », 2007  (ISBN 978-2-268-06202-0) ; réédition, Paris, Gallimard, Folio policier no 572, 2010  (ISBN 978-2-07-039589-7)
- Lost Echoes (2006)
- The Shadows Kith and Kin (2007)
- God of the Razor (2007)
- Way Down There (2007)
- Leather Maiden (2008) Publié en français sous le titre Vierge de cuir, traduit par Bernard Blanc, Paris/Monaco, Le Rocher, coll. « Thriller », 2009  (ISBN 978-2-268-06767-4) ; réédition, Paris, Gallimard, Folio policier no 610, 2011  (ISBN 978-2-07-040174-1)
- Deranged By Choice (2011)
- All the Earth, Thrown to the Sky (2011)
- Edge of Dark Water (2012) Publié en français sous le titre Les Enfants de l'eau noire, traduit par Bernard Blanc, Paris, Denoël, coll. « Sueurs froides », 2015  (ISBN 978-2-207-11852-8) ; réédition, Paris, Gallimard, Folio policier no 838, 2017  (ISBN 978-2-07-077525-5)
- In Waders from Mars (2012), en collaboration avec Karen Lansdale et Keith Lansdale
- Trapped in the Saturday Matinee (2012)
- Deadman's Crossing (2013)
- Crawling Sky (2013), en collaboration avec Brian Denham et Keith Lansdale
- Paradise Sky (2015)
- Fender Lizards (2015)
- Blood and Lemonade (2017)
- Jane Goes North (2020)
- More Better Deals (2020)
- Moon Lake (2021)
- Radiant Apples (2021)
- The Donut Legion (2023)
- The Unlikely Affair of the Crawling Razor (2024)

### Recueils de nouvelles
- Stories by Mama Lansdale's Youngest Boy (1975)
- The Long Ones (1985)
- Bestsellers Guaranteed (1986)
- On the Far Side of the Cadillac Desert with the Dead Folks (1988)
- Tight Little Stitches on a Dead Man's Back (1988), aussi titré Tight Little Stitches
- By Bizarre Hands (1989) Publié en français sous le titre Texas Trip, traduit par Nicolas Richard, Aubervilliers, Éditions L'Incertain, 1991  (ISBN 2-906843-15-6)
- Electric Gumbo (1994)
- Writer of the Purple Rage (1994)
- A Fist Full of Stories (and Articles) (1996)
- High Cotton: Selected Stories of Joe R. Lansdale (1997)
- The Good, the Bad and the Indifferent (1997)
- Private Eye Action As You Like It (1998), en collaboration avec Lewis Shiner
- Atomic Chili (1998)
- Selected Stories by Joe R. Lansdale (2001)
- For a Few Stories More (2002)
- Bumper Crop (2004)
- The King and Other Stories (2004)
- Mad Dog Summer: And Other Stories (2004)
- Sanctified and Chicken-Fried: The Portable Lansdale (2009)
- Unchained and Unhinged (2009)
- The Best of Joe R. Lansdale (2010)
- Deadman's Road (2010)
- Shadows West (2012), en collaboration avec John L. Lansdale
- Horror for Good (2012), en collaboration avec Ramsey Campbell, Ray Garton, Jack Ketchum, Joe McKinney, Lisa Morton, Jeff Strand, Lee Thomas et F. Paul Wilson
- Written With a Razor: Short Stories and a Screenplay (2012), en collaboration avec Neal Barrett Jr.
- Bleeding Shadows (2013)
- The Tall Grass and Other Stories (2014)
- Fear & Haunting (2014), en collaboration avec John L. Lansdale, Rick Remender, Ben Templesmith et El Torres
- I Tell You It's Love (2014)
- A Haunting of Horrors, Volume 2: A Twenty-Book eBook Bundle of Horror and the Occult (2014), en collaboration avec Jay R. Bonansinga, Dennis Etchison, Rick Hautala, Brian Hodge, Jack Ketchum, Weston Ochse, Whitley Strieber, Thomas Sullivan et David Niall Wilson
- Hap and Leonard (2016)
- Of Mice and Minestrone: Hap and Leonard: The Early Years (2020)
- Born for Trouble: The Further Adventures of Hap and Leonard (2022)
- Things Get Ugly: The Best Crime Fiction of Joe R. Lansdale (2023)
- In the Mad Mountains: Stories Inspired by H.P. Lovecraft (2024)

### Nouvelles

#### SérieRay Slater
1. The Full Count (1978)
2. Long Gone, Forever (1978)
3. One Blonde, Well Dead (1979)

#### SérieJohn Talbot
1. Black as the Night (1979), en collaboration avec Lewis Shiner
2. Man Drowning (1983), en collaboration avec Lewis Shiner

#### SérieDrive-In
- Drive-In Date (1991) Publié en français sous le titre Un rencard au drive-in, dans l'anthologie 13 Nouveaux Serial Killers, Paris, Manitoba/Belles Lettres, « Le Grand Cabinet noir », 2001

#### Autres nouvelles
- Night Drive (1980)
- Three Dead Deadbeats (1980), en collaboration avec Robert Fester
- Escape Artist (1980)
- Huitzilopochtli (1980)
- The Dump (1981)
- The Mummy Buyer (1981)
- The White Rabbit (1981)
- This Little Piggy (1981), en collaboration avec Dan Lowry
- A Right to Be Dead (1981), en collaboration avec Bill Crider
- The Soul Ghoul (1981)
- Chompers (1982)
- First Night (1982)
- By the Hair of the Head (1983)
- Personality Problem (1983)
- I Tell You It’s Love (1983) Publié en français sous le titre Je vous dis que c'est de l'amour, Paris, Black Mony, « Homicides », 1991
- A Change of Lifestyle (1984), en collaboration avec Karen Lansdale
- Down By the Sea Near the Great Big Rock (1984)
- On a Dark October (1984)
- Old Charlie (1984)
- Bestsellers Guaranteed (1985)
- Duck Hunt (1985)
- Boys Will Be Boys (1985)
- The Shaggy House (1986)
- The Windstorm Passes (1986)
- Tight Little Stitches in a Dead Man’s Back (1986)
- Boo, Yourself (1987)
- Dog, Cat, and Baby (1987)
- The Fat Man (1987)
- The God of the Razor (1987)
- By Bizarre Hands (1988) Publié en français sous le titre Un bien curieux « modus vivendi », Paris, Clô Presse, « Nouvelles Nuits » no 4, 1990
- Night They Missed the Horror Show (1988) Publié en français sous le titre La Nuit où ils ne virent pas le film d'horreur, dans l'anthologie 12 Serial Killers, Paris, Manitoba/Belles Lettres, « Le Grand Cabinet noir », 2000
- Not from Detroit (1988)
- Bob the Dinosaur Goes to Disneyland (1989)
- The Job (1989)
- On the Far Side of the Cadillac Desert with Dead Folks (1989)
- Pentecostal Punk Rock (1989)
- The Steel Valentine (1989)
- Subway Jack (1989)
- Bar Talk (1990)
- Belly Laugh, or the Joker's Trick or Treat (1990)
- The Diaper or The Adventure of the Little Rounder (1990)
- Incident On and Off a Mountain Road (1991) Publié en français sous le titre Incident sur et à proximité d'une route de campagne, dans l'anthologie 13 Nouveaux Serial Killers, Paris, Manitoba/Belles Lettres, « Le Grand Cabinet noir », 2001
- Love Doll: A Fable (1991)
- The Phone Woman (1991)
- The Events Concerning a Nude Fold-Out Found in a Harlequin Romance (1992) Publié en français sous le titre Les évènements concernant la découverte de la photographie d'une femme nue dans un roman à l'eau de rose Harlequin, dans l'anthologie 12 Serial Killers, Paris, Manitoba/Belles Lettres, « Le Grand Cabinet noir », 2000
- Bubba Ho-tep (1994)
- The Companion (1995)
- Master of Misery (1995)
- The Big Blow (1997)
- Mad Dog Summer (1999) Publié en français sous le titre Un été de chien, dans l'anthologie 999, Paris, Albin Michel, 1999
- The God of he Razor (2001) Publié en français sous le titre Le Dieu du rasoir, Paris, Ténèbre no 13, 2001
- The Mule Rustlers (2001) Publié en français sous le titre Les Voleurs de mule, dans l'anthologie Moisson noire 2003, Paris, Payot et Rivages, Rivages/Thriller, 2003 ; réédition, Paris, Payot et Rivages, Rivages/Noir no 668, 2007  (ISBN 978-2-7436-1738-7)
- Alone (2006), en collaboration avec Melissa Mia Hall
- The Crawling Sky (2009)
- Torn Away (2009)
- Santa at the Café (2010)
- Christmas Monkeys (2011)
- The Case of the Stalking Shadow (2011)
- The Drunken Moon (2012)
- A Visit with Friends (2012)
- Wrestling Jesus (2013) Publiée en français sous le titre Catcher Jésus, dans l'anthologie Dangerous Women aux éditions J'ai lu en 2016
- Bent Twig (2014) Publiée en français sous le titre Brindille tordue, dans l'anthologie Vauriens aux éditions Pygmalion en 2018

### Comics et romans graphiques
- Batman: Captured by the Engines
- Lone Ranger & Tonto #1-4, (1993) en collaboration avec Tim Truman et Rick Magyar (Topps Comics)
- Jonah Hex: Two Gun Mojo #1-5, (1994), en collaboration avec Timothy Truman (DC Comics)
- Weird Business: a horror comics anthology, (1995), en collaboration avec Richard Klaw
- Atomic Chili The Illustrated Joe R. Lansdale by Lansdale (1996), (Mojo Press (en))
- Dead Folks #1-4, (1997), en collaboration avec Tim Truman (Avatar Press)
- The Spirit: The New Adventures #8, (1998), en collaboration avec John Lucas (Kitchen Sink Press)
- Jonah Hex: Shadows West #1-5, (1999) (Vertigo)
- The Drive-in, #1-4, (2003), en collaboration avec Andres Guinaldo, Chris Golden et Jacen Burrows (Avatar Press)
- By Bizarre Hands (2004) (Dark Horse Comics / Avatar Press)
- Conan and the Songs of the Dead #1-5, (2006), en collaboration avec Tim Truman (Dark Horse Comics)
- Marvel Adventures: Fantastic Four #32, (janvier 2008), en collaboration avec Ronan Cliquet (Marvel Comics)
- Amazing Fantasy #20 (2006) (Marvel)
- Pigeons from Hell #1-5, (2008), adaptation de Robert E. Howard en collaboration avec Nathan Fox (Dark Horse Comics)
- Tales from the Crypt (comics) (2008) (Papercutz)

## Filmographie

### En qualité de scénariste
- 1992 : Batman (série tv)
- 1997 : Superman, l'Ange de Metropolis
- 1998 : Batman (série 1997)
- 2005 : La Survivante (Incident On and Off A Mountain Road),  épisode de la série TV Les Maîtres de l'horreur, réalisé par Don Coscarelli.
- Creepers

### En qualité d'auteur adapté
- 2002 : Bubba Ho Tep, comédie horrifique américaine, réalisée par Don Coscarelli, également producteur (avec Jason R. Savage) et co-scénariste.
- 2012 : Christmas with the Dead, film réalisé par Terrill Lee Lankford.
- 2014 : Cold in July, film franco-américain coécrit et réalisé par Jim Mickle, avec Michael C. Hall et Sam Shepard, d'après le roman homonyme de Joe R. Lansdale.
- 2016-2018 : Hap and Leonard, série télévisée policière américaine en 18 épisodes d'environ 43 minutes inspirée de la série de romans du même nom de Joe R. Lansdale, créée par Nick Damici (en) et Jim Mickle, avec James Purefoy et Michael Kenneth Williams.
- 2010 : The Big Blow (prévu)
- 2011 : Bubba Nosferatu : Curse of the She-Vampires, film de Don Coscarelli et Stephen Romano (prévu)

## Hommage
Une maison d'édition française dirigée par Lucien Pion, spécialisée dans la réalisation d'affiches et de sérigraphies, porte le nom des éditions de L'Arbre à bouteilles, en référence au roman de Joe R. Lansdale : Mucho Mojo, en version originale. Cette maison conçoit des affiches originales, limitées, numérotées, sérigraphiées à la main, qui revisitent des titres phares du roman noir américain. Deux affiches ont été réalisées autour d'œuvres de Joe Lansdale : The Bottoms (Les Marécages), par Sixo Santos ; et A Fine Dark Line (Sur la ligne noire) par Delphine Bucher.